# Oscar Ruffoni
Pour les articles homonymes, voir Ruffoni.
Oscar Ruffoni, de son nom d'artiste O. Ruffony, né le 8 janvier 1874 à Magadino (canton du Tessin), est un sculpteur suisse actif en France.

## Œuvres
- Bienheureuse Jeanne d'Arc, médaillon (entre 1909 et 1920)
- Joueur de rugby, 1910
- C'est Blériot :  deux enfants regardent passer l'avion de Louis Blériot en route vers l'Angleterre le 25 juillet 1909. Hauteur : 30 cm. Acquis par le Musée de l'Air et de l'Espace[1].
- Groupe représentant une Victoire surmontée d’un aviateur, 1914, bronze, socle en marbre rouge veiné blanc, hauteur : 47,5 cm, largeur : 22 cm, profondeur : 22 cm, acquis en 2017 par le Musée de l'Air et de l'Espace[2].
- Liseuse, 1915
- Fantassin français à la charge 1914, hauteur : 28 cm.
- Fantassin  anglais  1914  en  vedette, hauteur : 28 cm.
- Officier anglais 1914 à l’assaut, hauteur: 28 cm.
- Joueur de Tennis, 1920, hauteur : 40 cm
- Le Footballeur, 1930
- Le Rugbyman, 1930
- Aigle s'envolant, mascotte (bouchon de radiateur).
- Chien loup assis, mascotte (bouchon de radiateur).
- L'Exotique, mascotte (bouchon de radiateur)
- Danseurs tête à tête, mascotte (bouchon de radiateur)
- Chef Indien, mascotte (bouchon de radiateur), hauteur : 11 cm
- Le Singe Chauffeur dit Joko, mascotte (bouchon de radiateur), en métal et bronze patiné argent, hauteur : 10 cm, longueur : 7,5cm.
- Joue contre joue, mascotte (bouchon de radiateur), bronze nickelé, hauteur 13,5 cm.
- Coureur à pied
- Le Lanceur de Disque, hauteur : 42 cm.
- Le Lanceur de Poids, hauteur : 46 cm
- Le Boxeur, hauteur : 50 cm.
- Deux boxeurs
- Trois enfants jouant au football
- La Glissade des enfants
- Parfum des fleurs et les bois enchanteurs, paire de sculptures en régule reposant sur des bases en métal doré et onyx à décor de feuillages. Hauteur : 55 cm.
- Jeanne d'Arc la glorieuse, hauteur : 38 cm à la main levée + étendard : hauteur totale 55 cm
- Jeanne d'Arc, hauteur du bronze 20,5 cm
- Jeune femme à la colombe, hauteur : 37,5 cm
- La Gardeuse d'Oies, Dimensions: 21 x 23 x 9 cm.
- Le Forgeron, hauteur : 58cm
- L'Aiguiseur de faux, hauteur : 23 cm.
- Le Pêcheur à la ligne
- Les Favoris, horloge avec sculpture en régule signée O.Ruffony avec deux coupes, mécanisme estampillé F.Marti (poinçon, « médaille d’or 1900 »), sur le cadran il est écrit J.Ducas Bordeaux.
- Éléphant de cirque, horloge de style Sécessionniste-Jugendstil
- Buste du Christ à la couronne d'épines
- Clemenceau, le Tigre, buste